# Megacheuma
Megacheuma is een kevergeslacht uit de familie van de boktorren (Cerambycidae). De wetenschappelijke naam van het geslacht werd voor het eerst geldig gepubliceerd in 1919 door Mickel.

## Soorten
Megacheuma is monotypisch en omvat slechts de volgende soort:
- Megacheuma brevipennis (LeConte, 1873)